# مناخ العراق

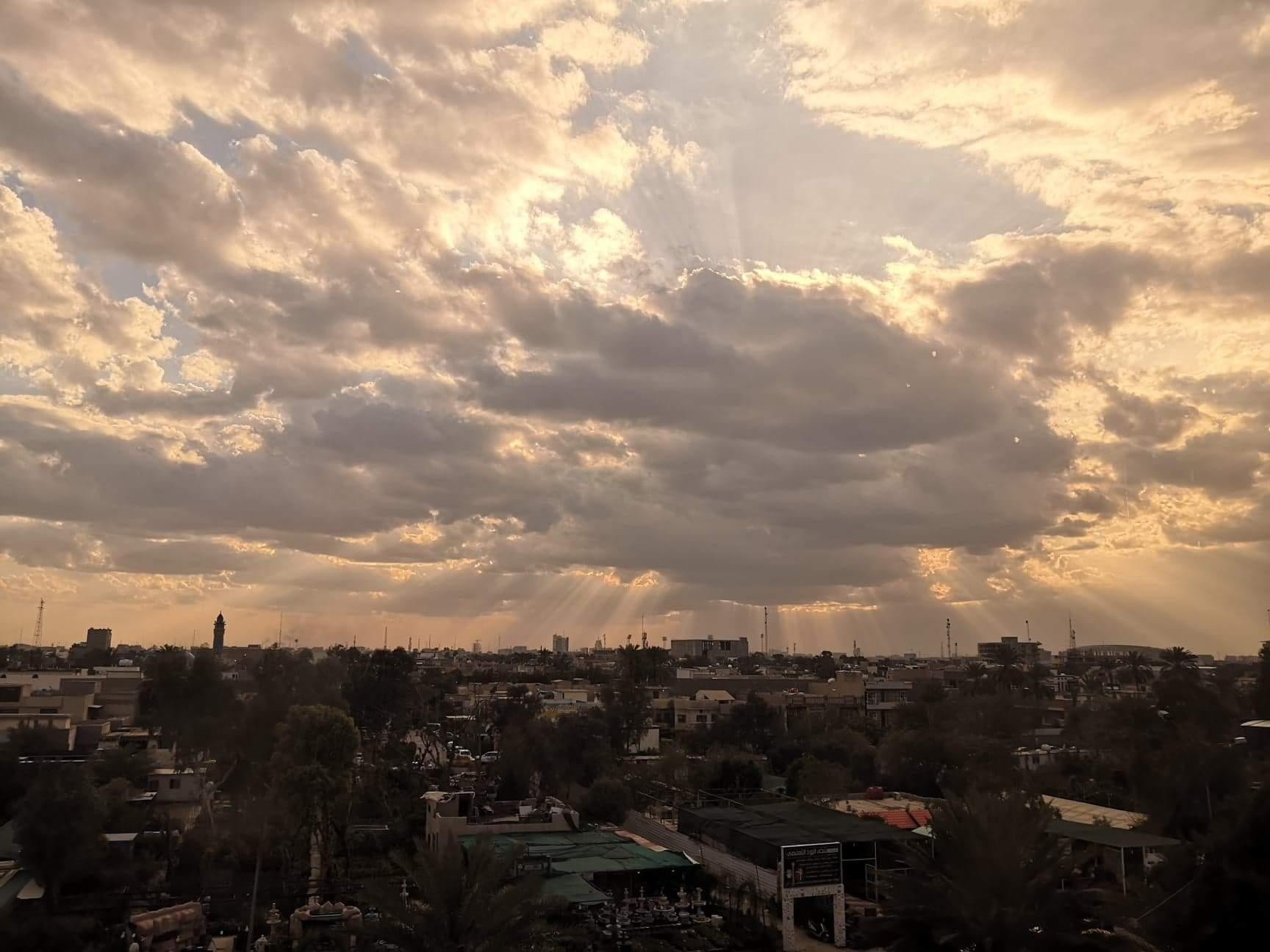
غيوم في سَماء العاصِمة بغداد.

تبلغ متوسط درجات الحرارة في العراق حوالي 38 درجة مئوية (100.4 درجة فهرنهايت)، في تموز وآب، وإلى ما دون الصفر في كانون الثاني وشباط، تحدث معظم الأمطار في الفترة بين كانون الأول وحتى نيسان، ويتراوح معدلها ما بين 340 و512 ملم سنويا. المنطقة الجبلية في شمال العراق لها نسبة هطول أمطار أكثر من المنطقة الوسطى والجنوبية بشكل ملحوظ، أي حوالي 1000 ملم فما فوق حتى سجل أغزر تساقط للأمطار في العراق في جبل شيخا دار في شهر نيسان حيث وصلت إلى 2954 ملم.
ما يقرب من 90% من الأمطار السنوية تحدث بين تشرين الثاني ونيسان، وخصوصا بين كانون الأول وآذار. أما بقية الأشهر، خصوصا تلك التي ترتفع بها درجات الحرارة مثل حزيران، وتموز، وآب تكون فيها نادرة الأمطار.

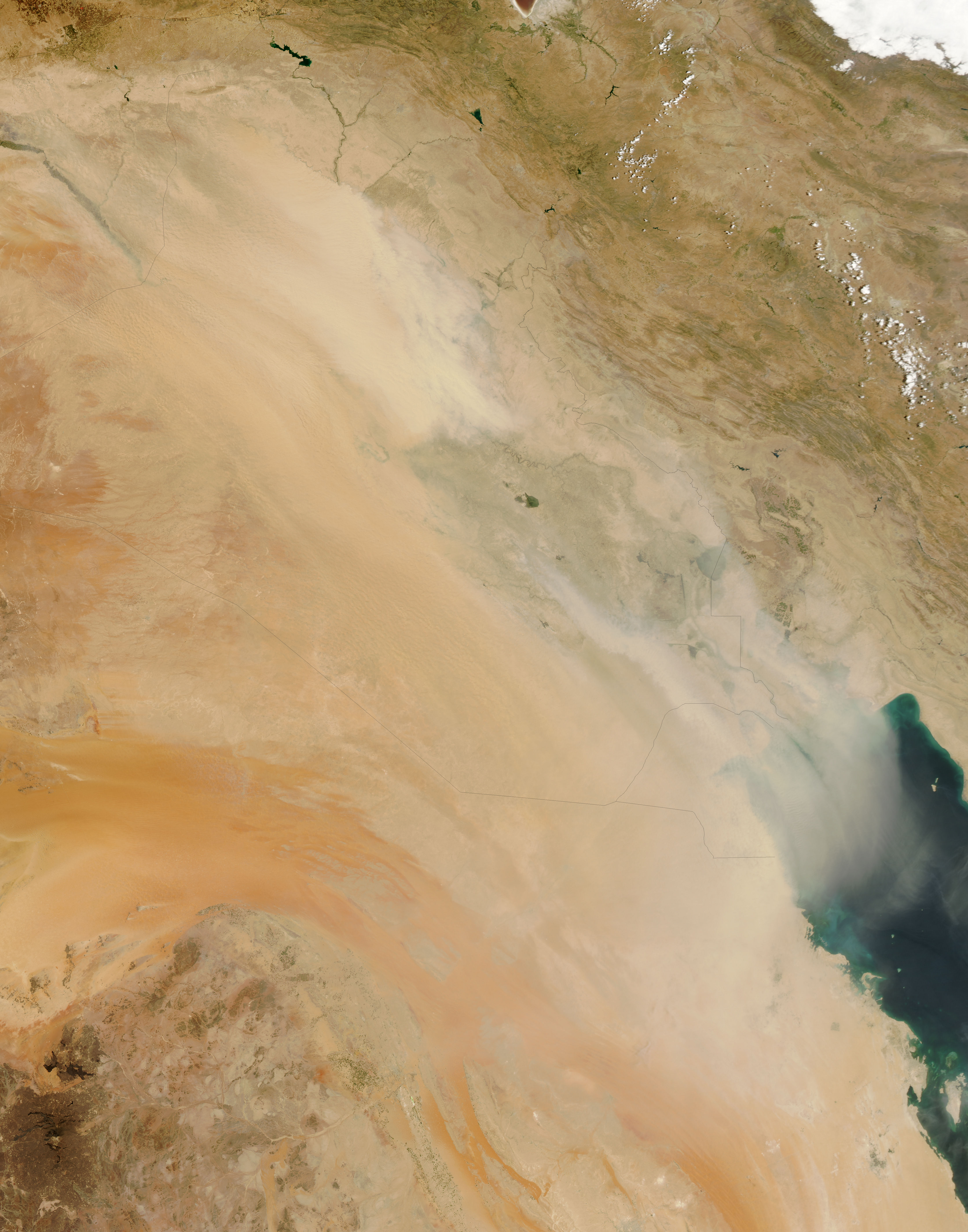
عواصف الغبار في العراق، 30 يوليو 2009.

ما عدا في الشمال والشمال الشرقي، البيانات المتاحة من المحطات في سفوح جبال، وسهول الجنوب، والجنوب الغربي، من الجبال تشير إلى أن متوسط هطول الأمطار السنوي بين 1500 و2000 ملم لتلك المنطقة. هطول الأمطار في الجبال أكثر وفرة، وربما يصل إلى 2600 ملم سنوياً في بعض الأماكن، ولكن التضاريس تحول دون زراعة واسعة النطاق. وتقتصر الزراعة على الأرض غير المروية أساساً في الوديان الجبلية، والسفوح، والسهوب، التي تضم 700 ميليمترا أو أكثر من الأمطار سنوياً. وحتى في هذه المنطقة، لا يمكن إلا أن تزرع محصول واحد في السنة، والزيادة في الأمطار يؤدي في كثير من الأحيان إلى تلف المحاصيل.
درجات الحرارة الدنيا في الشتاء تتراوح بين تجميد القريب (قبل الفجر) في التلال الشمالية، والشمالية الشرقية، والصحراء الغربية، إلى 8- إلى 1- درجات مئوية (17.6-30.2 درجة فهرنهايت)، و5- إلى 2 درجات مئوية (23 حتى 35.6 درجة فهرنهايت)، في السهول الغربية في جنوب العراق. وترتفع إلى حد أقصى من المتوسط حوالي 10 درجة مئوية (50 درجة فهرنهايت) في الصحراء الغربية، والشمال الشرقي، 13 درجة مئوية (55.4 درجة فهرنهايت) في الجنوب.
في فصل الصيف، الحد الأدنى من درجات الحرارة، يتراوح بين حوالي 22 إلى 40 درجة مئوية (71.6-86 درجة فهرنهايت) وترتفع إلى القصوى تقريباً بين 51 و52 درجة مئوية (89.6 و86.8 درجة فهرنهايت)، وسجلت في بعض الأيام درجات حرارة بمقدار 38 درجة مؤية وأكثر. وتنخفض درجات الحرارة في الليل إلى دون الصفر في أكثر الأحيان، وقد سجلت درجات حرارة منخفضة تصل إلى -22 درجة مئوية (7.6- درجة فهرنهايت) في الرطبة في الصحراء الغربية بمحافظة الأنبار. والرطبة أكثر عرضة، أن ترتفع درجات الحرارة فيها لأكثر من 40 درجة مئوية (104 درجة فهرنهايت) في أشهر الصيف.
وتتميز أشهر الصيف بنوعين من الرياح. الشرقي الجنوبي والجنوب الشرقي، الجافة، والرياح المتربة، مع الرياح من حين لآخر بسرعة 80 كيلومترا في الساعة (50 ميلا في الساعة)، وتحدث من نيسان إلى حزيران في وقت مبكر، ومرة ثانية، من أواخر أيلول حتى تشرين الثاني. قد تستمر ليوم واحد في بداية ونهاية الموسم الحالي أو لعدة أيام. وكثيرا ما ترافق هذه الرياح أتربة، التي قد ترتفع إلى مستويات من عدة آلاف من الأمتار، ومن منتصف حزيران، وحتى منتصف أيلول الرياح السائدة، هي شمالية (من الشمال والشمال الغربي).
وينقسم مناخ العراق إلى ثلاث أنماط هي:
- مناخ البحر المتوسط: يسود في المنطقة الجبلية في الشمال الشرقي من البلاد، ويمتاز بشتائه البارد حيث تسقط الثلوج فوق قمم الجبال، وتتراوح كمية الأمطار بين 800-2600 ملم سنوياً، يكون صيف المنطقة معتدل ولا تزيد درجات الحرارة عن 28 درجة مؤية في معظم أجزائها، لذا اشتهرت بالمصايف العديدة مثل مصيف صلاح الدين وشقلاوة وحاج عمران وسرسنك وغيرها.
- مناخ السهوب: مناخ انتقالي بين المنطقة الشمالية الجبلية والمناخ المتوسطي في الجنوب، ويقع في الغالب ضمن حدود المنطقة المتموجة، وتتراوح أمطاره السنوية بين 500-834 ملم، وتكفي هذه الكمية لحاجة المراعي الفصلية.
- المناخ المتوسطي: يسود في السهل الرسوبي والهضبة الغربية، ويشمل 70% من أراضي العراق، وتتراوح أمطاره السنوية بين 350-512 ملم.

## معدلات درجات الحرارة
[بحاجة لدقة أكثر]
| البيانات المناخية لـالعراق   | البيانات المناخية لـالعراق | البيانات المناخية لـالعراق | البيانات المناخية لـالعراق | البيانات المناخية لـالعراق | البيانات المناخية لـالعراق | البيانات المناخية لـالعراق | البيانات المناخية لـالعراق | البيانات المناخية لـالعراق | البيانات المناخية لـالعراق | البيانات المناخية لـالعراق | البيانات المناخية لـالعراق | البيانات المناخية لـالعراق | البيانات المناخية لـالعراق |
| الشهر                        | يناير                      | فبراير                     | مارس                       | أبريل                      | مايو                       | يونيو                      | يوليو                      | أغسطس                      | سبتمبر                     | أكتوبر                     | نوفمبر                     | ديسمبر                     | المعدل السنوي              |
| ---------------------------- | -------------------------- | -------------------------- | -------------------------- | -------------------------- | -------------------------- | -------------------------- | -------------------------- | -------------------------- | -------------------------- | -------------------------- | -------------------------- | -------------------------- | -------------------------- |
| متوسط درجة الحرارة الكبرى °ف | 57                         | 59                         | 63                         | 70                         | 73                         | 79                         | 82                         | 84                         | 82                         | 79                         | 68                         | 61                         | 71                         |
| متوسط درجة الحرارة الصغرى °ف | 41                         | 43                         | 52                         | 57                         | 63                         | 68                         | 72                         | 73                         | 72                         | 63                         | 50                         | 45                         | 58                         |
| الهطول إنش                   | 7.1                        | 5.9                        | 3.5                        | 2.0                        | 0.7                        | 0.10                       | 0                          | 0                          | 0.2                        | 1.6                        | 4.7                        | 6.7                        | 32.5                       |
| متوسط درجة الحرارة الكبرى °م | 14                         | 15                         | 17                         | 21                         | 23                         | 26                         | 28                         | 29                         | 28                         | 26                         | 20                         | 16                         | 22                         |
| متوسط درجة الحرارة الصغرى °م | 5                          | 6                          | 11                         | 14                         | 17                         | 20                         | 22                         | 23                         | 22                         | 17                         | 10                         | 7                          | 15                         |
| الهطول سم                    | 18                         | 15                         | 9                          | 5.1                        | 1.7                        | 0.25                       | 0                          | 0                          | 0.5                        | 4                          | 12                         | 17                         | 82.55                      |
| [بحاجة لمصدر]                |                            |                            |                            |                            |                            |                            |                            |                            |                            |                            |                            |                            |                            |

## معدلات الأمطار
| المدينة | المعدل السنوي | المدينة   | المعدل السنوي | المدينة      | المعدل السنوي | المدينة    | المعدل السنوي |
| ------- | ------------- | --------- | ------------- | ------------ | ------------- | ---------- | ------------- |
| الموصل  | 950           | الرمادي   | 649           | القائم       | 458           | الحـي      | 686           |
| بيجي    | 890           | بغداد     | 790           | عنـة         | 697           | السماوة    | 478           |
| حديثة   | 678           | الحلة     | 856           | سامراء       | 796           | كربلاء     | 678           |
| الخالص  | 896           | بدرة      | 900           | تكريت        | 853           | الناصرية   | 722           |
| الرطبة  | 601           | العزيزية  | 678           | بصرة الحسين  | 877           | الديوانية  | 510           |
| خانقين  | 945           | الكوت     | 765           | بصرة المطار  | 678           | العمارة    | 689           |
| البعاج  | 865           | عين التمر | 490           | تل عبطة      | 989           | علي الغربي | 876           |
| ربيعة   | 968           | سنجار     | 1578          | عكاشات       | 575           | الفاو      | 317           |
| طوز     | 1045          | مخمور     | 1300          | النجف        | 567           | هيت        | 686           |
| كركوك   | 1300          | تلعفر     | 1264          | النخيب       | 490           | دهوك       | 1800          |
| اربيل   | 1277          | سليمانية  | 2100          | جبل شيخا دار | 2822          |            |               |

## أقرأ أيضًَا
- الهيئة العامة للأنواء الجوية والرصد الزلزالي

## روابط خارجية
الجو في العراق